# Typhlogobius californiensis
Typhlogobius californiensis és una espècie de peix de la família dels gòbids i de l'ordre dels perciformes.

## Morfologia
- Els mascles poden assolir 8,3 cm de longitud total.[1][2]

## Reproducció
És monògam, ovípar i els pares protegeixen els ous.

## Hàbitat
És un peix marí, de clima subtropical i demersal.

## Distribució geogràfica
Es troba al Pacífic oriental: des del centre de Califòrnia (Estats Units) fins al sud de la Baixa Califòrnia (Mèxic).

## Observacions
És inofensiu per als humans i s'adapta bé a viure en captivitat.